# Epizod IV Sens życia
Epizod IV: Sens życia – trzeci album polskiego rapera Owala. Jest zachowana w innej koncepcji niż poprzednia (choć można zauważać powrót stylu znanego z Epizodu II). Produkcją większości utworów oraz mixem i masteringiem całości zajął się Tabb.

## Lista utworów
1. „Spokojnie” (muz.: Tofson)
2. „Chcę tylko” gościnnie: Kasia Wilk
3. „Kolejny dzień” gościnnie: Kasia Wilk (muz.: Artur Kamiński, produkcja: Artur Kamiński)
4. „Sens Życia”
5. „Wróć już” gościnnie: Gosia Andrzejewicz
6. „S.I.M”
7. „Szukam” gościnnie: Marta Florek
8. „Jedna szansa” gościnnie: Orzech
9. „Najważniejsze” (skit)
10. „Powrót” (muz.: Kraft)
11. „Nie odnajdzie więcej nas” gościnnie: Bartłomiej Miecznikowski (muz.: Tofson)
12. „Z boku”
13. „Jeśli nie teraz” gościnnie: Deep (muz.: WDK)
14. „Ona” gościnnie: Sławomir Wierzcholski
15. „Życie (nie) jest piekłem” (muz.: Kraft)
16. „Szukam The Nucleat Headz Remix” gościnnie: Marta Florek (muz.: WDK)
17. „Czerwiec” gościnnie: Mezo (bonus)